# Zhouxing
Zhouxing (kinesiska: 周兴镇, 周兴) är en köping i Kina. Den ligger i provinsen Sichuan, i den sydvästra delen av landet, omkring 180 kilometer sydost om provinshuvudstaden Chengdu. Antalet invånare är 16 004. Befolkningen består av 7 882 kvinnor och 8 122 män. Barn under 15 år utgör 18,0 %, vuxna 15-64 år 69 %, och äldre över 65 år 12,0 %.
Genomsnittlig årsnederbörd är 1 434 millimeter. Den regnigaste månaden är september, med i genomsnitt 295 mm nederbörd, och den torraste är december, med 19 mm nederbörd.